# Maizania hildebrandti ssp. thikensis
Maizania hildebrandti ssp. thikensis је подврста класе Gastropoda која припада реду Architaenioglossa. 

## Угроженост
Ова врста се сматра угроженом.

## Распрострањење
Кенија је једино познато природно станиште врсте.

## Станиште
Станиште врсте су слатководна подручја.